# Car-sharing
Car-sharing ([kɑrʃeərɪŋ]) – system wspólnego użytkowania samochodów. Samochody udostępniane są za opłatą użytkownikom przez operatorów floty pojazdów, którymi są różne przedsiębiorstwa, agencje publiczne, spółdzielnie, stowarzyszenia lub grupy osób fizycznych.
Stosowanie tego systemu zwiększa intensywność wykorzystania pojazdów w ciągu doby, co prowadzi do zahamowania wzrostu liczby samochodów rejestrowanych prywatnie.
System ten jest atrakcyjny dla klientów, którzy tylko sporadycznie korzystają z pojazdu, a także dla tych, którzy chcieliby okazjonalnie mieć dostęp do samochodu innego typu (np. do samochodu dostosowanego do potrzeb osób z niepełnosprawnością ruchową).
W artykułach zagranicznych zwrot carsharing pisany jest łącznie, jako jeden wyraz, ewentualnie z użyciem dywizu. W Polsce spotkać można pisownię rozłączną – car sharing lub częściej z dywizem – car-sharing.

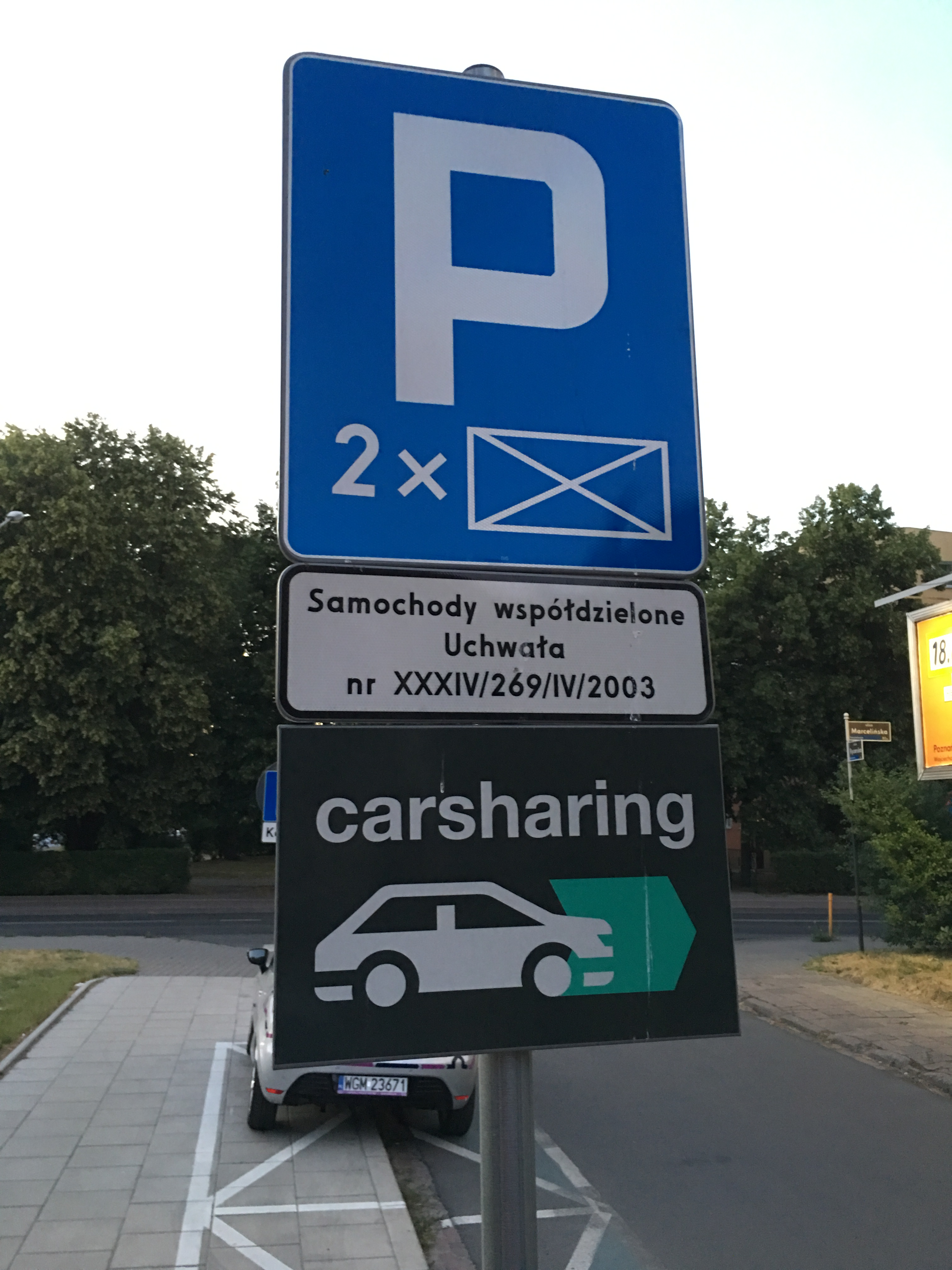
Parking carsharingowy w Poznaniu – ul. Rycerska

## Charakterystyka

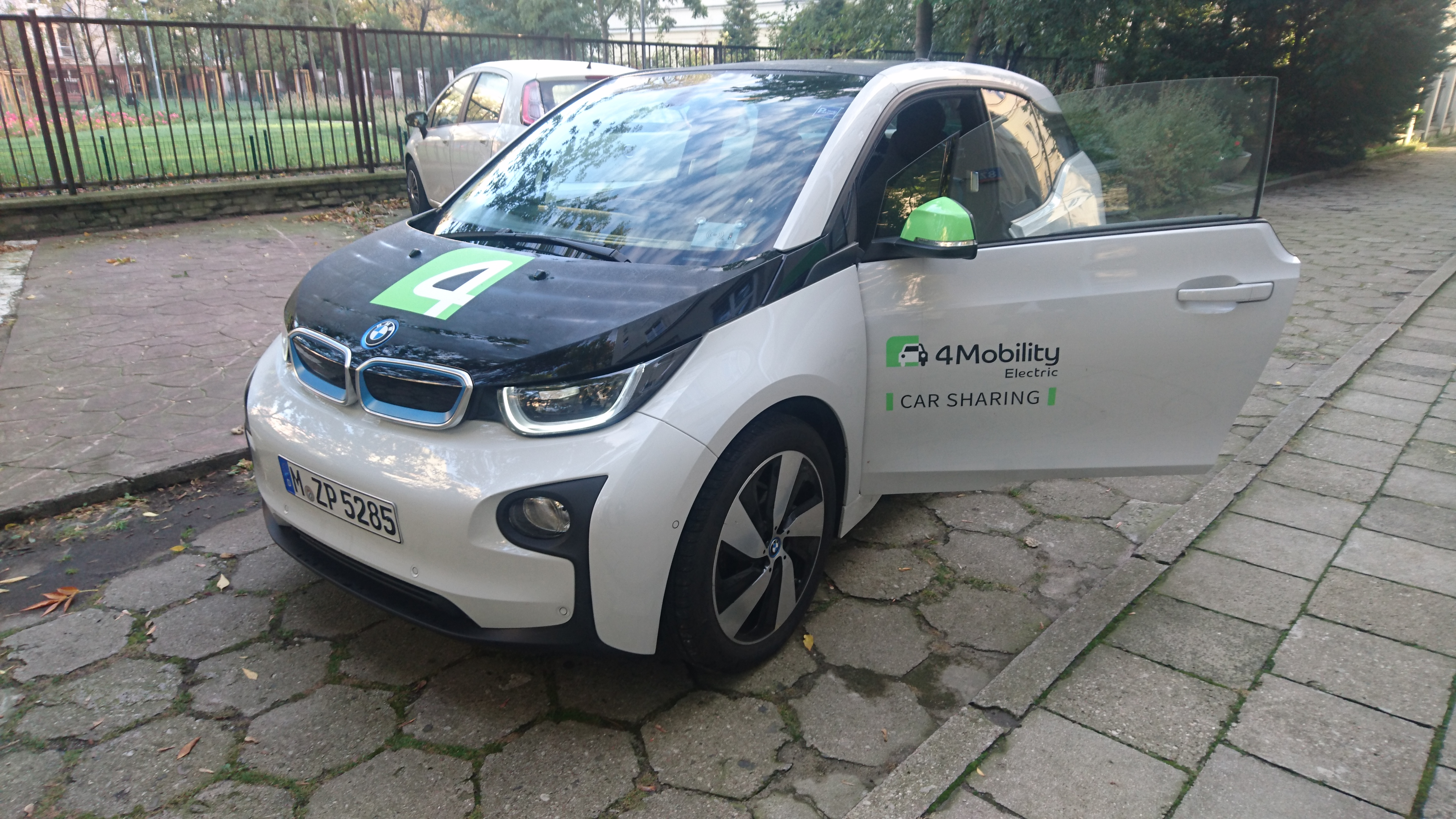
Car sharing 4mobility.pl

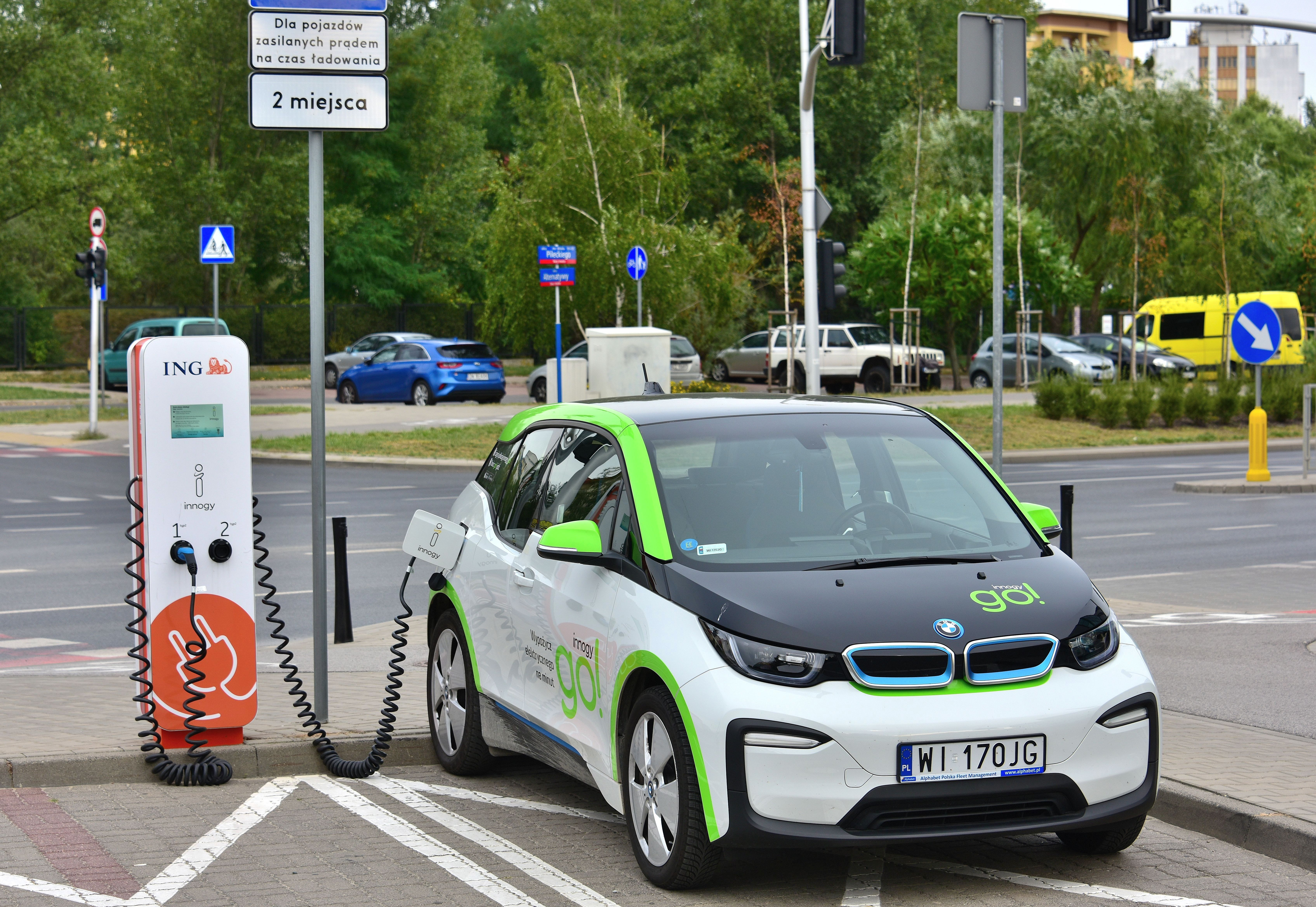
Ładowanie samochodu elektrycznego InnogyGO! przy ul. rtm. W. Pileckiego w Warszawie

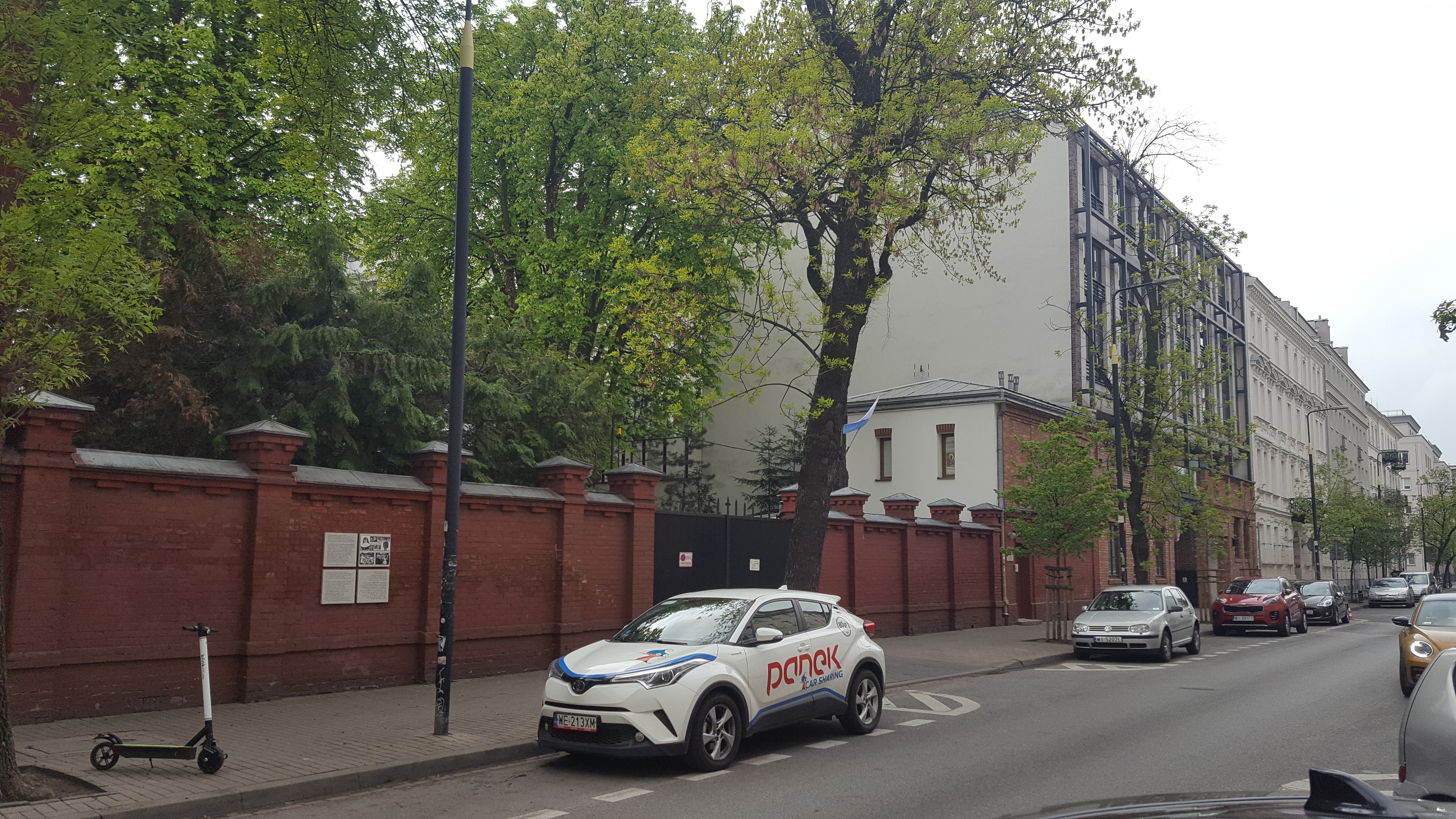
Samochód floty firmy Panek

Car-sharing jest to model biznesowy wypożyczalni samochodów, gdzie możliwe jest wypożyczanie samochodu na krótki czas, często z godziny na godzinę. Jest on atrakcyjny dla klientów, którzy tylko sporadycznie korzystają z pojazdu, a także dla tych, którzy chcieliby okazjonalnie mieć dostęp do samochodu innego typu. Podstawą car-sharingu jest uzyskanie korzyści prywatnego samochodu, bez kosztów i obowiązków wynikających z jego posiadania. Organizacja wynajmu samochodów w tym modelu może być komercyjna, lub użytkownicy mogą być zorganizowani jako spółki, instytucje publiczne, spółdzielnie lub ugrupowania ad hoc.
Usługi car-sharingu są dostępne w ponad tysiącu miast w wielu krajach między innymi przez przedsiębiorstwa takie jak Autolib, City Car Club, Greenwheels, Stadtmobil, Zipcar czy CityBee. Tradycyjne wypożyczalnie samochodów wprowadziły własne usługi typu carsharing, w tym Hertz on Demand, Enterprise CarShare, Avis On Location, Uhal Car Share. Ponadto producenci samochodów również wprowadzili usługi typu carshare, w tym car2go Daimlera, DriveNow BMW i Quicar Volkswagena. Toyota wprowadziła pilotażowy program car-sharingowy Toyota Ha:mo w Toyota City, Tokio i Grenoble, w którym wykorzystywane są elektryczne jedno- lub dwuosobowe pojazdy Toyota i-Road oraz Toyota COMS.
W grudniu 2012 roku było około 1,7 miliona użytkowników car-sharingu w 27 krajach, wliczając tak zwane usługi peer-to-peer, według badań Transportation Sustainability Research Center przy U.C. Berkeley. Spośród nich 800 000 użytkowników znajdowało się w Stanach Zjednoczonych. W listopadzie 2012 firma Zipcar miała 767 000 członków i oferowała 11 000 pojazdów na terenach Ameryki Północnej i europy, co czyni ją światowym liderem sieci car-sharingowej. Natomiast Car2go jest dostępne w 17 miastach na całym świecie z liczbą klientów równą 275 000 na styczeń 2013 roku.
Według Navigant Consutling globalne przychody z usług car-sharingu wyniosą 1 miliard dolarów w roku 2013 i wzrosną do 6,2 miliarda dolarów do 2020 roku, z ponad 12 milionami użytkowników na całym świecie. Głównymi czynnikami wzrostu wartości car-sharingu są rosnące natężenia ruchu w miastach, pokoleniowa zmiana poglądów na temat posiadania samochodu, rosnące koszty posiadania samochodu, a także konwergencja modeli biznesowych. Car-sharing przyczynia się do zrównoważonego transportu, ponieważ jest to transport publiczny o mniejszej intensywności, a według The Economist, car-sharing może zmniejszyć liczbę posiadanych samochodów, szacunkowo jeden samochód car-sharingowy zastępuje nawet do 15 samochodów prywatnych.
Car-sharing różni się od tradycyjnych wypożyczalni samochodów w poniższych aspektach:
- car-sharing nie jest ograniczony przez pracę biura,
- rezerwacja, odbiór i zwrot samochodu są we własnym zakresie użytkownika,
- pojazdy mogą być wypożyczane na minuty, godziny, lecz równie dobrze i dni,
- użytkownicy są członkami i zostali wstępnie zatwierdzeni do jazdy (ich prawo jazdy zostało sprawdzone, a mechanizm płatności został ustalony),
- samochody są rozmieszczone w obszarze usług i często łatwo do nich dotrzeć za pomocą publicznych środków transportu,
- ubezpieczenie wchodzi w koszta wypożyczenia,
- paliwo często jest w cenie wypożyczenia,
- w przypadku niektórych operatorów pojazdy nie są serwisowane (czyszczone, tankowane) po każdym wypożyczeniu.

Niektórzy operatorzy car-sharingowi współpracują z lokalnymi przedsiębiorstwami wynajmującymi samochody, na przykład w sytuacjach gdy klasyczne wypożyczenie okazuje się tańsze.
Car-sharing zapewnia liczne korzyści transportowe, środowiskowe czy społecznościowe.
Jest on też alternatywą dla posiadania samochodu w miastach, gdzie do większości miejsc dostać się można za pomocą transportu publicznego, na piechotę czy rowerem. Wtedy samochód jest potrzebny tylko do wycieczek za miasto, przewozu dużych rzeczy, czy na specjale okazje. Car-sharing może też być alternatywą dla posiadania wielu pojazdów w gospodarstwach domowych z więcej niż jednym kierowcą. Podczas długoterminowych badań City CarShare prowadzonych przez Roberta Cervero, Profesora urbanistyki na Uniwersytecie Kalifornijskim w Berkeley, 30% badanych gospodarstw domowych sprzedało samochód, a inni opóźnili jego zakup. Wykorzystanie innych środków transportu takich jak chodzenie na piechotę, transport publiczny czy za pomocą roweru pośród badanych wzrósł.
Car-sharing nie jest opłacalny przy codziennych dojazdach do pracy. Większość znawców car-sharingu i operatorów uważa, że w przypadku gdy nie jeździ się codziennie lub nie robi przebiegu większego niż 10 000 kilometrów rocznie posiadanie pojazdu może być droższe niż korzystanie z car-sharingu. Wprawdzie różnice tej wartości zgłaszane przez operatorów dochodzą do 50%, głównie są one zależne od lokalnych warunków. W przypadku, gdy krótkoterminowe wypożyczanie samochodu jest tańsze niż posiadanie własnego samochodu, zwiększana jest dostępność do użytkowania samochodu przez gospodarstwa domowe o niskich dochodach.
Car-sharing może również pomóc w zmniejszeniu ruchu drogowego i zanieczyszczeń środowiska. Wymiana samochodów prywatnych na dostępne w usłudze car-sharingu naturalnie zmniejsza zapotrzebowanie na miejsca parkingowe. Ponieważ tylko określona liczba samochodów może być używana jednocześnie, znacząco wpływa to na obniżenie ruchu ulicznego, szczególnie w godzinach szczytu. Dodatkowo część kosztów posiadania samochodu są to koszta niezwracane w pełnym stopniu, np. kupno samochodu, naprawy, ubezpieczenie, czy koszt rejestracji.
Car-sharing jest jednym z rozwiązań na odciążenie zarówno środowiskowe, jak i natężenia ruchu w centrach dużych miast, czy kampusów uczelni. W obszarach o mniejszej gęstości zaludnienia car-sharing jest trudniejszy do wprowadzenia ze względu na małą ilość alternatywnych do samochodu środków transportu i potencjalnie większy dystans, który użytkownicy pokonują. Niemniej jednak w Europie powstają programy car-sharingowe na terenach wiejskich.

### Działanie
Technologie do obsługi car-sharingu bardzo się między sobą różnią. Od prostych systemów z wymianą kluczyków i zapisywaniem w księgach do skomplikowanych, kompleksowych systemów komputerowych (częściowo lub w pełni zautomatyzowanych), z oprogramowaniem zarówno dla operatorów, jak i użytkowników. Mali operatorzy mają jedno lub dwa miejsca parkingowe dla swoich samochodów, jednak bardziej zaawansowane systemy zezwalają na rozpoczęcie i zakończenie korzystania z usługi w dowolnym miejscu parkingowym w strefie działania operatora.
Programy car-sharingowe różniące się celami, wielkościami, modelami biznesowymi, poziomami ambicji, technologii i docelowym rynkiem mają ze sobą wiele wspólnego. Różnią się na przykład maksymalnym czasem i kosztem wypożyczenia, wymaganymi opłatami za członkostwo.
Rezerwacji można dokonać on-line, za pomocą telefonu, SMS-a lub aplikacji na urządzenia mobilne, w zależności od operatora.
Firmy często potrzebują informacji takich jak:
- od kiedy nastąpi wypożyczenie;
- jak długo samochód jest potrzebny;
- gdzie chcielibyśmy aby samochód się znajdował;
- jaki typ samochodu potrzebujemy.

W przypadku anulowania rezerwacji niektórzy operatorzy naliczają opłatę. Kiedy już rezerwacja zostanie złożona i potwierdzona, samochód zostanie dostarczony do miejsca odbioru w określonym czasie wynikającym z rezerwacji.
Niektóre przedsiębiorstwa korzystają z czytników kart członków, które umożliwiają odblokowanie samochodu. Działają one w czasie rezerwacji. Kluczyki samochodu mogą znajdować się gdzieś w samochodzie np. w schowku. Czasami użytkownicy otrzymują klucz do specjalnych pojemników na kluczyki.
W większości przypadków klienci są odpowiedzialni za dotankowanie i wyczyszczenie samochodu, ale to operator jest odpowiedzialny za naprawy i obsługę pojazdu. Użytkownicy muszą się tylko upewnić, czy po ich wypożyczeniu samochód jest gotowy dla kolejnych użytkowników.

## Historia
Pierwszym odnośnikiem do car-sharingu był artykuł w Selbstfahrergenossenschaft o programie wspólnego użytku samochodów spółdzielni mieszkaniowej w Zurychu w roku 1948, ale nie ma formalnych danych na temat rozwoju tego pomysłu. Do lat 1960 włącznie studiowano możliwość wykorzystania małych komputerowych systemów zarządzania samochodami – zauważyć można w nich prekursorskie spojrzenie na problem transportu w obszarach o wysokiej liczbie użytkowników (centrum miast, czy obszary industrialne).
We wczesnych latach 1970. powstał pierwszy projekt systemu typu carshare, o nazwie ProcoTip został uruchomiony we Francji i trwał dwa lata. O wiele bardziej ambitny projekt nazwany Witkar został wprowadzony w Amsterdamie przez założycieli projektu „Białe rowery” w 1968 roku. Witkar był projektem, opierającym się na małych elektrycznych pojazdach, elektronicznie sterowanymi rezerwacjami i bezobsługowym oddawaniu pojazdów. W planach była budowa dużej liczby stacji, obejmujących cały obszar miasta. Projekt przetrwał do połowy lat 1980., lecz ostatecznie został porzucony.
W lipcu 1977 roku w Suffolk w Wielkiej Brytanii rozpoczął się pierwszy oficjalny brytyjski eksperyment car-sharingowy. Biuro w Ipswich udostępniało usługę Share-a-Car dla „wprowadzenia kierowców, którzy są zainteresowani dzieleniu podróży samochodem w kontakcie ze sobą.”. W 1978 roku Uniwersytet w Leeds dostał dotację rządową w wysokości 16,577 funtów „za badanie i symulację dzielenia się samochodami” (car-sharingu). Schemat zakładał nie wypożyczanie swojego samochodu tylko miejsca w swoim samochodzie tzw. Rideshaering.
W latach 1980. i początku 1990. rozwijały się małe nie przynoszące zysku systemy, wiele z nich w Szwajcarii i Niemczech, ale także w mniejszej skali w Szwecji, Holandii, Kanadzie i USA.
Od września 2012 roku największym operatorem na świecie jest Zipcar. Posiada on 730 tysięcy członków na całym świecie i oferuje do wypożyczenia 11 tysięcy samochodów w miastach i na ponad 300 kampusach uczelni w USA, Kanadzie, Wielkiej Brytanii, Hiszpanii i Austrii. Od 2010 roku Zipcar posiada 80% rynku car-sharingowego w USA i 50% na całym świecie.
Kilka wypożyczalni samochodów stworzyło swoje własne serwisy car-sharingowe, począwszy od Hertz on Demand w 2008 roku, na terenie USA i Europy, WeCar od Enterprise Rent-A-Car, Uhaul Car Share, którego właścicielem jest U-Haul i Avis On Location od Avis.

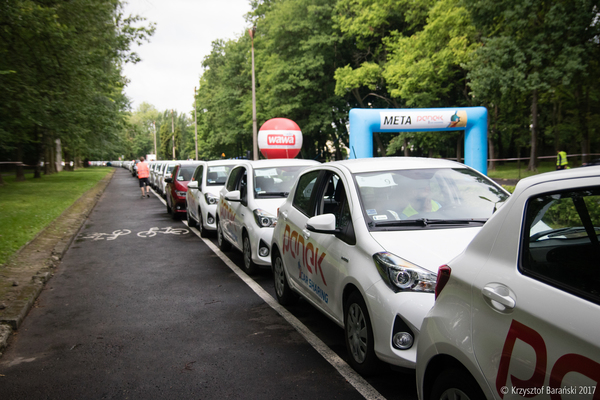
Światowy Rekord Guinnessa w przejeździe największej liczby samochodów hybrydowych

## Car-sharing w Polsce
Pierwsza usługa car-sharingowa w Polsce została uruchomiona w Warszawie we wrześniu 2016 przez firmę 4Mobility S.A. początkowo w formule station-based. Obecnie oprócz stolicy 4mobility działa również w Poznaniu, Rzeszowie, Siedlcach, Trójmieście, Wrocławiu oraz w Krakowie. Usługa 4Mobility jest świadczona w formule free-floating, a we flocie 4Mobility są w większości auta klasy Premium (Audi A3, Audi Q2, Audi Q3).
Niedługo potem, w październiku 2016 r. została uruchomiona kolejna usługa car-sharingowa w Krakowie. Za jej wdrożenie odpowiada Traficar Sp. z o.o., która wprowadziła na rynek markę Traficar – system pozwalający wypożyczać samochody jak miejskie rowery. Działa na terenie Warszawy, Krakowa, Wrocławia, Poznania, Trójmiasta oraz konurbacji górnośląskiej. Cechą wyróżniającą Traficara na rynku pojazdów car-sharingowych jest otwarty model parkowania (free-floating) który umożliwia odbiór i pozostawienie samochodu w dowolnym – prawnie dozwolonym – miejscu w mieście.
W kwietniu 2017 firma Panek uruchomiła pilotażowy program car-sharingowy w Warszawie z 300 egzemplarzami Toyota Yaris Hybrid. Obecnie PANEK CarSharing jest największym operatorem carsharingu w Polsce i posiada ponad 2000 samochodów w 250 miastach, efektem czego usługa dostępna jest we wszystkich polskich miastach powyżej 20 tysięcy mieszkańców.
Z raportu firmy DataArt wynika, że w grudniu 2019 roku, liczba samochodów dostępnych we wszystkich systemach car-sharingowych w Polsce wyniosła 5 tysięcy. W grudniu 2018 roku, liczba samochodów wyniosła 3,7 tysięcy.
W marcu 2021 w Polsce działało 6 usługodawców oferujących głównie samochody osobowe – 4Mobility, EasyShare, MiiMove, Panek CarSharing i Traficar oraz 1 firma oferująca car-sharing samochodów dostawczych – Wozibus.
W 2017 roku polska firma car-sharingowa – Panek CarSharing zdobyła rekord Guinnessa w przejeździe największej liczby samochodów hybrydowych. W rekordzie wzięło udział 339 samochodów Car-sharingowych. Tym wydarzeniem firma chciała pokazać, że Polska jest gotowa na ekologię i Car-sharing.
Wedle danych Stowarzyszenia Mobilne Miasto, udostępnionych do Rankingu Miast Przyjaznych Kierowcom serwisu Oponeo, w 2023 roku najwięcej aut do wynajęcia mieli do dyspozycji mieszkańcy Warszawy (w sumie 1438). W przeliczeniu na liczbę mieszkańców najlepiej wypadł Gdańsk, gdzie do dyspozycji było 718 aut, co daje wynik 1,5 auta na 1000 mieszkańców. W poprzednich latach sytuacja miała się podobnie, a tendencja wzrostowa liczby aut w ramach carsharingu jest wyraźna.